# Тупик 9 км
Тупи́к 9 км (рос. Тупик 9 км, ерз. Тупик 9 км) — селище у складі Зубово-Полянського району Мордовії, Росія. Входить до складу Анаєвського сільського поселення.
Населення — 8 осіб (2010; 46 у 2002).
Національний склад (станом на 2002 рік):
- росіяни — 55 %
- мордва — 41 %